# Слава шахтёрскому труду (Гуково)
Памятник, изображающий шахтёра и строителя, находился на въезде в посёлок шахты «Первогуковская». Установлен был как только появился посёлок, в 1950-х годах. В народе получил название «два непьющих». Скульптуры были перенесены на современное место в 1980-е годы по причине высокой аварийности на прежнем участке (неудачно спроектированный въезд в поселок приводил к тому, что не справившийся с управлением автомобилист врезался в постамент памятника).